# Pericoma modesta
Pericoma modesta is een muggensoort uit de familie van de motmuggen (Psychodidae). De wetenschappelijke naam van de soort is voor het eerst geldig gepubliceerd in 1922 door André Léon Tonnoir.